# Reckum
Reckum è una frazione (Ortsteil) del comune di Winkelsett, nel land della Bassa Sassonia, in Germania.

## Storia
Già comune autonomo nel circondario della contea di Hoya, fu soppresso e incorporato a Winkelsett il 1º marzo 1974.